# Kungsbyn (temapark)
Kungsbyns djurpark var en svensk djurpark öster om Västerås i Västerås kommun.
Djurparken hade 34 olika arter 2019, bland andra visenter, mufflonfår, lemurer, kameler, fågelspindlar och nätpytonormar.
Kungsbyns djurpark öppnade 2010. Den stängde tillfälligt 2018 och återöppnade i juli 2019.
I Kungsbyns djurpark har bland annat visenter fötts 2014 och 2016. Djurparken medverkade i slutet av 2017 i ett projekt att sätta ut visenter i det fria i Kaukasus, varvid fyra tjurar och 13 kvigor flyttades från Eriksbergs Vilt- och Naturpark, Avesta visentpark, Borås Djurpark och Kungsbyns djurpark inom ett projekt som drevs av World Wildlife Foundation Ryssland, European Bison Conservation Center och Eriksbergs Vilt- och Naturpark.
Sedan 2024 har Kungsbyns djurpark stängt ner permanent.